# Lamotte-Beuvron

Lamotte-Beuvron este o comună în departamentul Loir-et-Cher, Franța. În 1 ianuarie 2022 avea o populație de 4.519 de locuitori.